# Zoologischer Garten Berlin
Lo Zoologischer Garten Berlin (giardino zoologico di Berlino) è insieme al Tierpark Berlin uno dei due giardini zoologici di Berlino. Con i suoi 350 000 m² di superficie a terra, risulta essere uno dei più grandi zoo della Germania. È anche uno dei più forniti al mondo in termini di specie animali.

## Descrizione
Si trova al limite occidentale del quartiere Tiergarten, nelle vicinanze del Kurfürstendamm e della stazione ferroviaria di Berlino Giardino Zoologico (le vicende del libro Noi, i ragazzi dello zoo di Berlino sono per la maggior parte ambientate nei dintorni di questa stazione), entrambi siti invece nel quartiere Charlottenburg.
All'interno dello zoo ci sono molti giardini e piccoli laghetti. Nel dicembre 2006 vi è nato l'orso polare Knut, rapidamente diventato una delle maggiori attrazioni.
Adiacente ad esso si trova il grande parco pubblico Großer Tiergarten.

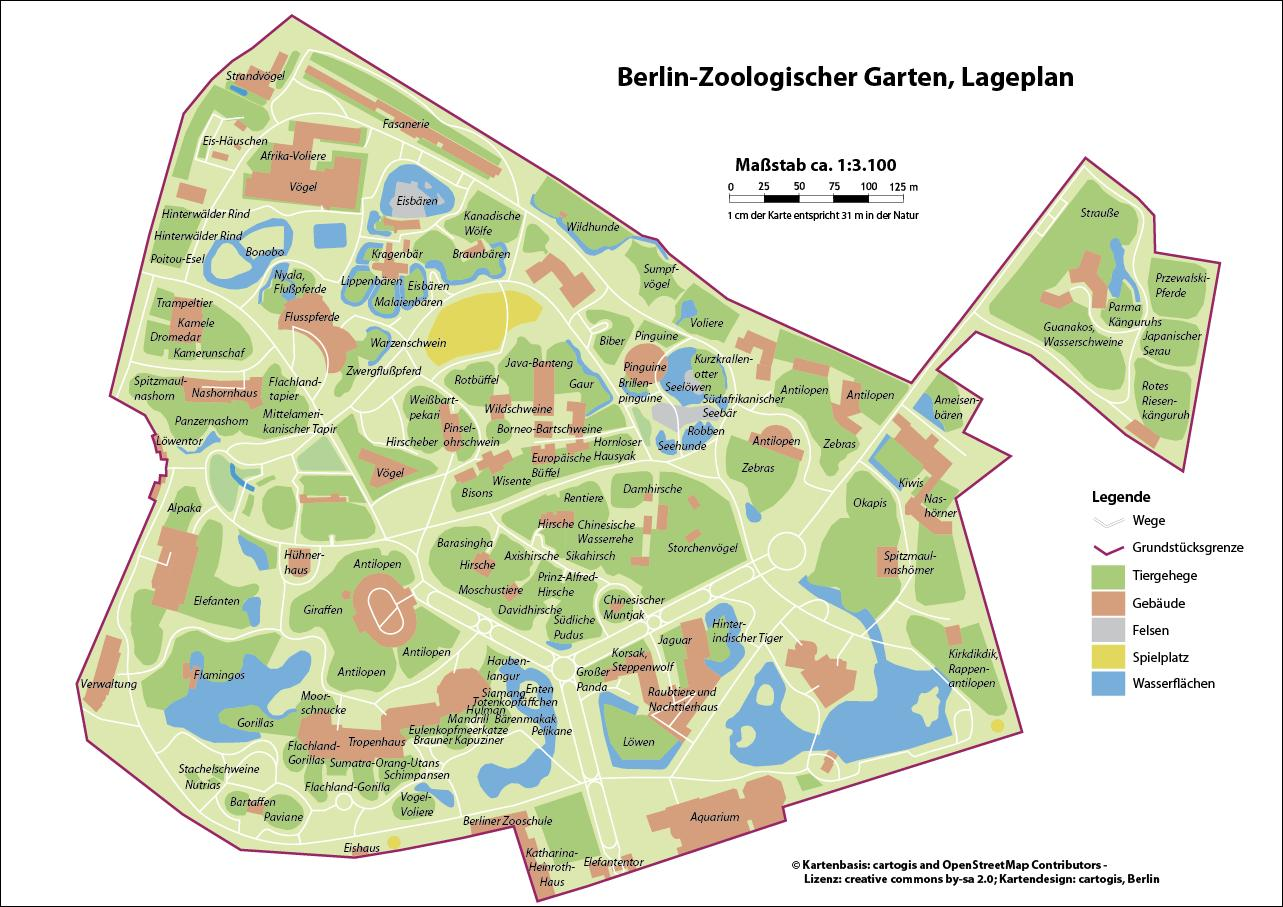
Lo zoo in pianta
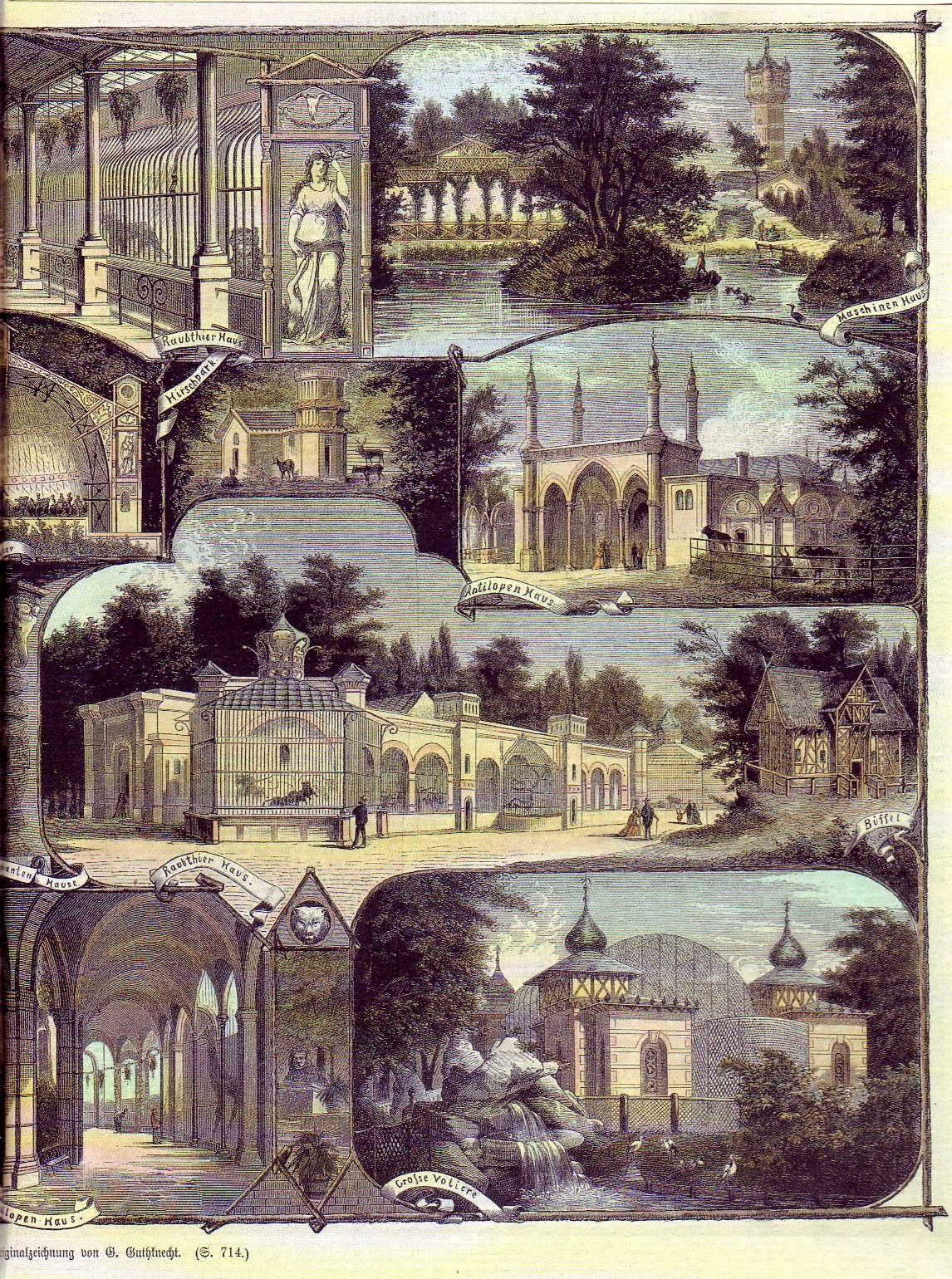
Edifici negli anni 1880
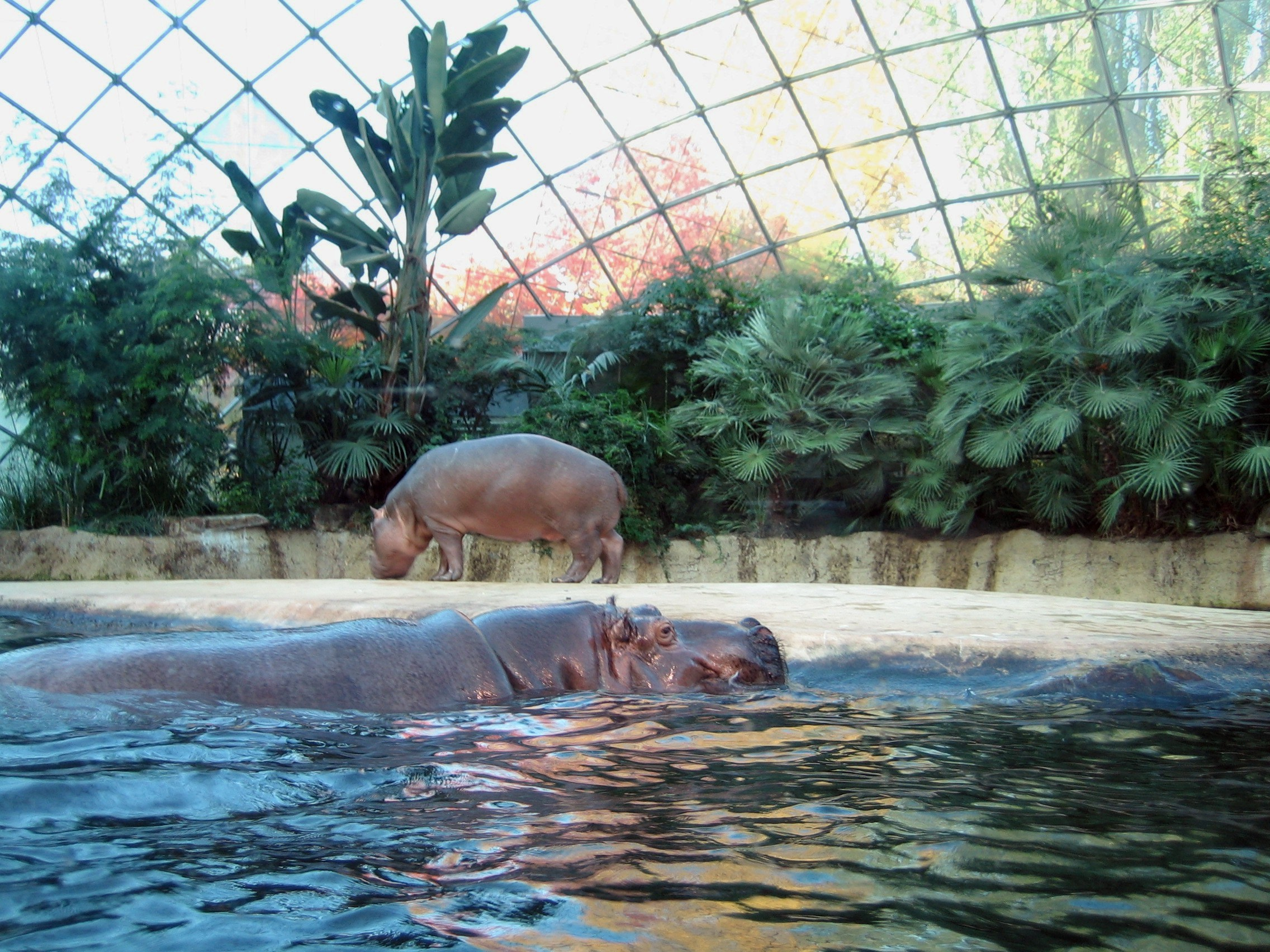
Nella casa dell'ippopotamo
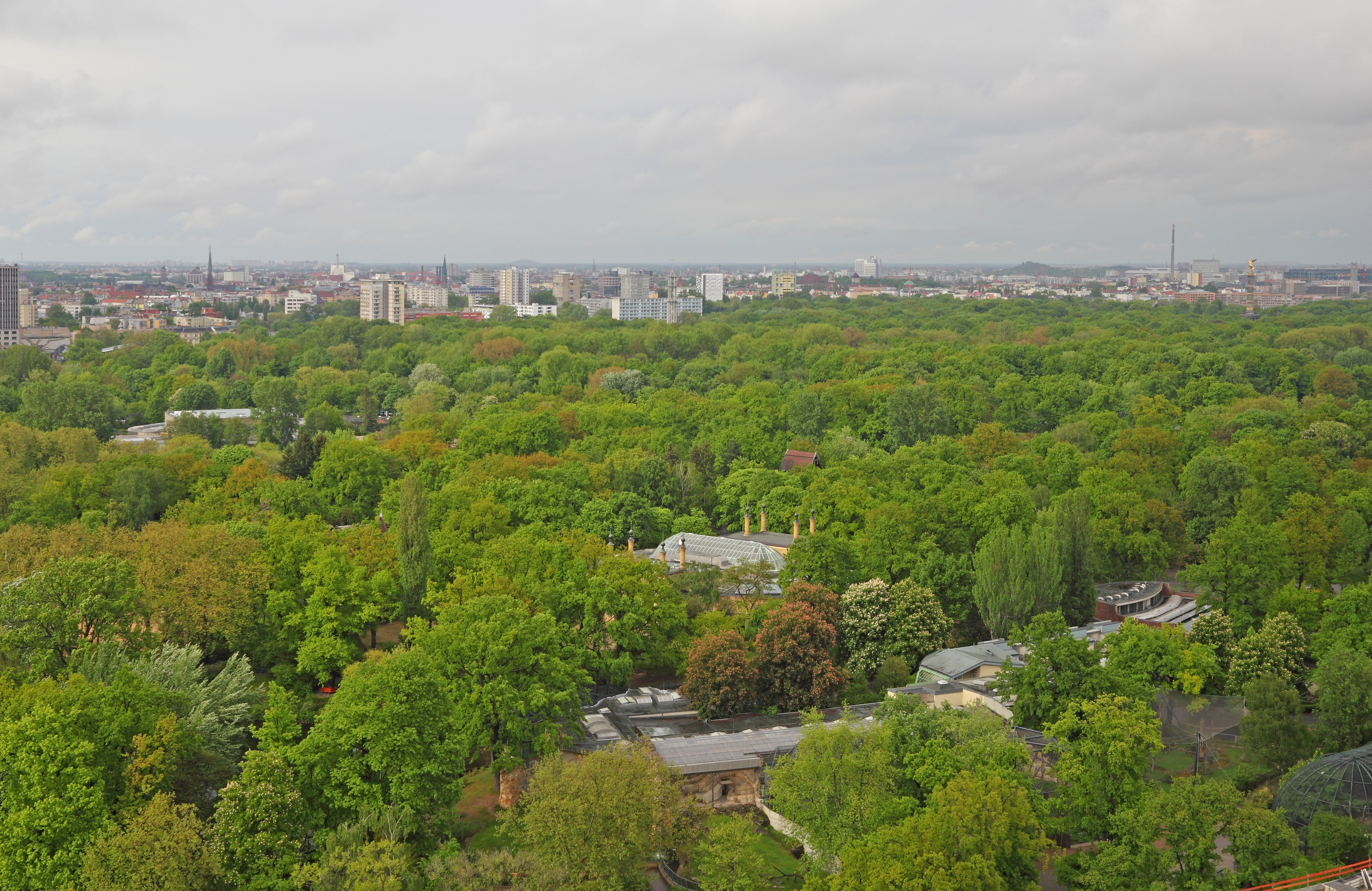
Veduta sullo Zoo dalla Kaiser-Wilhelm-Gedächtniskirche
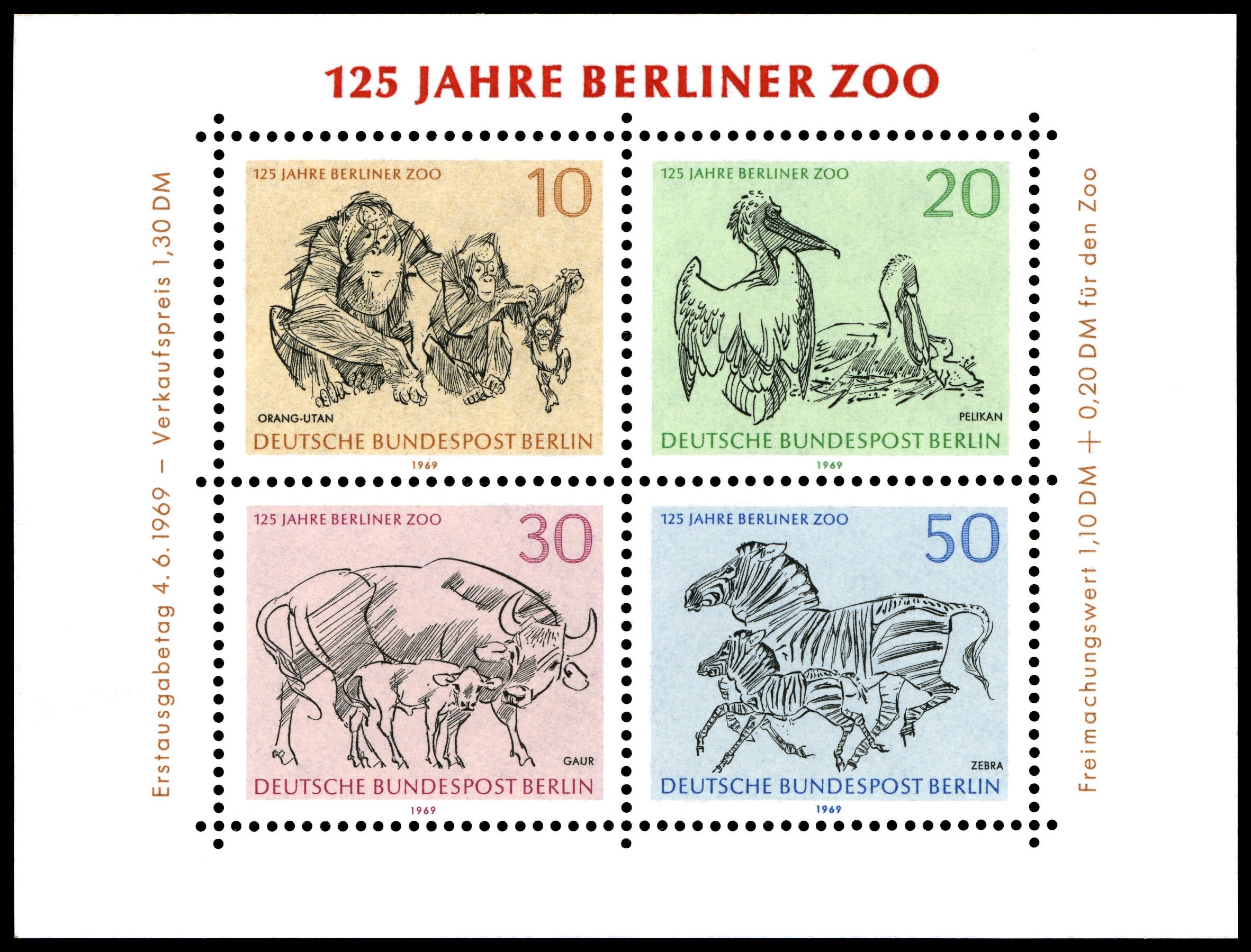
125 anni dello Zoo di Berlino: francobollo del 1969